# エンジンコントロールユニット
エンジンコントロールユニット(英: engine control unit、ECU)とは、エンジンの運転制御を電気的な補助装置を用いて行う際に、それらを総合的に制御するマイクロコントローラ（マイコン）である。エンジンコンピュータ、または単にコンピュータとも呼ばれる。現在はECUと言えば、一般的にはエレクトロニックコントロールユニットを指す。
なお、略称としてECUは電子制御装置の総称であるエレクトロニックコントロールユニット（Electronic Control Unit）として自動車技術者協会（SAE）、国際標準化機構（ISO）で定義されるようになり、エンジンコントロールユニットは旧称の位置づけとなっている。SAE、ISO上でのエンジンコントロールユニットに相当する名称は、エンジンコントロールモジュール（英：Engine Control Module、ECM）である。

## 自動車など
自動車やオートバイのエンジンコントロールユニットは次の理由により採用されるようになり、広く普及している。
1. エンジン性能の向上
2. 燃費の低減
3. 排出ガスのクリーン化
4. 運転性（ドライバビリティ）の向上

電気回路および電子回路によるエンジンコントロールは、点火装置を発祥とする。現代ではマイクロコントローラによるコンピュータ制御が行なわれるようになり、制御の対象も広がって、主に点火系と燃料系の制御を行っている。オートマチック車ではトランスミッションを含むパワートレイン全体の制御も担当することもある。
さらなる制御の高度化の結果、エンジンに対するほぼ全ての制御を担当する物も登場し、フルオートマチッククルージングを実現した車両も登場した。あらかじめコントロール ユニットにあらゆる運転状態における最適制御値を記憶させ、その時々の状態をセンサーで検出、センサーからの入力信号により、コントロールユニットが記憶しているデータの中から最適値を選出しアクチュエータに出力を送りエンジンをはじめとする各機構を制御する。

### センサー
エアフロメーター

吸気管を通過する空気の量を検出する。
スロットルポジションセンサー
スロットルボディに取り付けられ、スロットルバルブの角度からスロットル開度を検出する。ECUはスロットル開度に応じて、燃料を噴射する量を制御する。スロットルがアイドリング開度でエンジン回転速度が高い場合にはエンジンブレーキの作用を高くするため燃料の噴射が停止される。

吸入空気の温度を検出するサーミスタで、エアフロメーター内に内蔵される場合と、吸入管に独立して取り付けられている場合とがある。ECUは吸入空気の温度に応じて燃料噴射量を制御している。
水温センサー
エンジン冷却水温を検出するサーミスタで、エンジン冷却系統内に設置される。ECUは始動直後などで冷却水の温度が低いときに燃料噴射量を増加し、キャブレター式のエンジンではチョーク弁が行っていた機能を果たす。
スタートインジェクター・タイムスイッチ
冷間始動時の始動性を向上するために、通常のインジェクターとは別の補助インジェクター、コールドスタートインジェクターを制御する。
O2センサー
酸素の濃淡電池の原理を応用した固体電解質センサーである。円柱状のジルコニア素子に白金のコーティングを施した構造になっており、排気管内に設置される。ジルコニア素子は両面に酸素温度差があると起電力を発生する性質があり、この性質を利用して空燃比を計測する。O2センサーは表面温度が高まると白金の触媒作用により理論空燃比付近を境に起電力が急変する性質を持つため、センサー外面は排出ガスに晒し、センサー内面は大気を導入して空燃比の検出と制御を行っている。
燃料噴射装置が登場した当初は、そのエンジンに対してO2センサー1個で燃焼制御が行われることがほとんどであったが、各シリンダーごとに個別にインジェクターが配置されるマルチポイントインジェクション（MPI）形式が一般化した今日では、各シリンダーに対して1個のO2センサーを装着し、シリンダー単位で高度な燃焼フィードバック制御を行うものも増えてきている。

### 制御対象
エンジンコントロールユニットは、以下のようなものを制御する。
- 点火系 - 点火時期
- 燃料系 - 燃料噴射装置（噴射タイミングおよび噴射量、ディーゼルでは噴射回数、アイドル回転数）、フューエルポンプ
- 吸排気 - スロットル開度（ドライブ・バイ・ワイヤ）、過給器（ターボチャージャー、スーパーチャージャー）の過給圧、排気デバイス、EGR量
- 動弁機構 - バルブタイミング、バルブリフト量
- 始動制御 - スターターモーター、イモビライザー

### 連携している機構
電気的要素を持つものはその殆どがコントロールユニットによって制御される。機械要素を持つ物はソレノイドやサーボモータを経由して制御される。車両総合制御システムとしてエンジンコントロールユニットと連携を取っているコントローラーも多い。
ハイブリッドシステムでは、さらに電力回生ブレーキの制御や、動力モーターの制御、バッテリー管理、エンジンとモーター間のクラッチ制御も行っている。
- 駆動系 - 排気再循環コンバーターに内蔵のロックアップクラッチ、クラッチ（セミオートマチックトランスミッション）、遊星ギアの変速比切替用ブレーキ機構（オートマチックトランスミッション）
- 安全装置 - ABSブレーキ、各輪ブレーキ個別制御、エアバッグ、トラクションコントロールシステム
- 室内機器 - エア・コンディショナー、タコメーター、スピードメーター
- 灯火類 - 方向指示器、各種警告灯、警報音

### 各社における固有名称
別項 燃料噴射装置#各自動車メーカーでの呼称 も参照のこと。

#### 日産自動車
- 「ECCS」- Electronic Concentrated engine Control System のアクロニム。

エンジンコントロールユニットを含む電子式エンジン集中制御システム。電子式エンジン集中制御システムのことで、一つのマイクロコンピュータによりエンジンのあらゆる運転状態に応じ、燃料噴射、排ガス還元量、アイドル回転数、フェールポンプ制御などを常に最適なレベルコントロールにすることにより、燃費の向上や排気ガスのクリーン化、運転性の向上を実現させている。
ECCSエンジンの制御はあらかじめコントロールユニットに多くの運転状態における最適制御値を記憶させ、その時々の状態をセンサーで検出。センサーからの入力信号により、コントロールユニットが記憶しているデータの中から最適値を選出しアクチュエータに出力し、制御する。

#### トヨタ自動車
- 「TCCS」- Toyota Computer Controlled System のアクロニム。

#### フォード・モーター
- 「EEC」- Electronic Engine Control のアクロニム。

1974年に実用化された。世代によりローマ数字が付される（EEC-I、EEC-VII）。初代のEEC-Iは東芝で開発された。
ゼネラルモーターズ
- 「CCC」- Computer Control Command のアクロニム。

いすゞ自動車
- 「I-TEC」- ISUZU Total Electronic Control のアクロニム。

### 自己診断機能
1980年代中盤以降のECUには、エンジンを制御するセンサーの故障を自己診断する機能（オン・ボード・ダイアグノーシス）が設けられていることが多い。ECUコネクタの特定の端子を短絡させるなどの操作で、メーターユニットのエンジンチェックランプ（MIL）を点滅させ、その点滅回数や点滅パターンから特定のセンサーの不具合を表示することができる。また、このような機能を持つ車両は前述のエンジンチェックランプが走行中に点灯した場合には、ECUが何らかのセンサー異常を検知した事を記憶するため、速やかに整備工場で診断を受けるよう説明書で指示されている事が多い。
整備工場ではメーターパネルを用いてのダイアグノーシスの他に、そのメーカーのECUに適合した専用の外部診断機器を車体側のコネクタに接続してさらに詳細な診断を行うことができる。当初はこのコネクタは各社毎規格がばらばらで、1990年代中盤ころに世界的な規模で診断機能の統一を図る動きが広がり、OBD規格が制定された。アメリカでは1996年以降はこのOBD規格に準拠したコネクタの搭載が義務付けられている。日本車でも現在ではほとんどの車両がOBD規格に準じたコネクタを搭載し、整備工場が複数の診断機器を持つ財政的な負担を和らげることに貢献している。

### ECUチューニング
エンジンコントロールユニットは点火時期と燃料供給量（燃料噴射タイミングと混合比）を制御している。したがってこの部分に介入すれば、その他のチューニングに合わせて特性を整えエンジンのパワーアップを計る事ができる。かつてのエンジンコントロールユニットは入力された情報（回転数やギアポジション、スロットル開度など）に対応する点火時期と混合比を決める表をもとに制御していた。この表を格納したROMを交換、あるいはEEPROMにアクセスして書き換えることでチューニングを施していた。なお、このような行為を特にROMチューンと呼ぶ。個人で実施する場合にはメーカーの保証外となる。
現在のフラッシュロムを使うECUユニットは、ほとんどが自己診断機器接続ポートから書き換えが可能になっているため、車載状態のままの書き換えも可能ではある。しかしダウンロード/アップロード共に時間とリスクがかかる上、書き換え機やソフトによって対象車種は限られる。
現代のエンジンコントロールユニットは入力される情報が多く、前述の入力パラメータに加え気圧、気温、排気ガスの酸素濃度、ノッキングの検知等によって制御状態を変えていく。単純な表を参照する方式では入力情報が多すぎるため、ファジィ制御などを応用しリアルタイムで計算する方式が主流となった。
これにより現代一般的に行われるECUチューニングは、エンジンコントロールユニットのコネクタとハーネスの間にカプラーを挟み込み、入力される情報や出力された制御信号に介入し、特性を変化させる方式が開発された。表を書き換える方式に比べて大胆なパラメータ変更は難しくなったが、本来の制御に加えて希望する特性だけを希望する時に変化させることができるため、チューニングとしての難易度は大幅に下がっている。なお、このような方式でデータをコントロールする装置をサブコンピュータと呼ぶ。しかし純正ECUの自己学習機能が高度化した結果、サブコンピュータで補正した数値を補正しなおす車体も存在するため、全てがサブコンピュータ制御できるわけではない。
この他、エンジンコントロールユニットそのものをアフターパーツメーカーがリリースする独自のユニットに交換し、それを用いてエンジンに関わる全ての制御を行うものもある。これは俗にフルコンピュータと呼ばれ、高度で緻密な調整/制御を要求する競技車両やハードチューン車両に使用されることが多く、車の付随機能（例えばABSなど）を正常に働かせることができなくなる場合もあり、また逆に本来搭載されていない機能（例えばABS、ローンチコントロール、ミスファイヤリングなど）を車両に付け加えることもできる。
近年のサブコンピュータおよびフルコンピュータは、パソコンと接続してデータを書き換える機能を搭載するものが数多くリリースされており、特別な設備がなくても手軽にECUチューンをすることができるようになった。しかし、エンジンに関する知識がない、または希薄な者でもデータ変更が可能になったことが災いし、データを極端に変更し過ぎてエンジンブローに陥ってしまう事例が増加傾向にある。また、状況によっては車両に対するハッキング、場合によってはクラッキングに当たる。

## 航空機
航空機への利用ではFADEC（Full Authority Digital Engine Controls）として知られる。FADECは航空機のエンジンとプロペラをコントロールするデジタルコンピュータと付属部品から成り立つ。精緻な制御装置としてはじめはジェット機で用いられ、次第にレシプロ機でも用いられるようになった。パイロットはスロットルレバーを始動、アイドル、巡航出力あるいは最大出力といった任意の位置に操作するだけで、FADECシステムがエンジンとプロペラを自動的に選択されたモードに合わせて調節する。パイロットが気圧や気温をモニターしながら空燃比をコントロールする必要はなく、個別のシリンダーの点火タイミングもFADECが制御する。
FADECシステムは、航空機の主電気系統によって駆動される場合があるが、多くの航空機ではエンジンに接続された独立した発電機によって駆動される。いずれの場合も、FADECシステムの故障はエンジン推力の完全な喪失につながることから、バックアップ電源が必要である。また、2系統の全く同じデジタルチャンネルが独立して組み込まれ、それぞれのチャンネルはすべてのエンジンとプロペラの制御機能を提供できる。。